# غوران مارينكوفيتش
غوران مارينكوفيتش هو لاعب كرة قدم صربي في مركز الوسط، ولد في 8 يناير 1979 في سوبتيتسا في صربيا. لعب مع سبارتاك سوبتيتسا ونادي ليونغسكايل وهايدوك كولا.

## وصلات خارجية
- غوران مارينكوفيتش على موقع عالم كرة القدم.نت (الإنجليزية)